# Perilampus ivondroi
Perilampus ivondroi is een vliesvleugelig insect uit de familie Perilampidae. De wetenschappelijke naam is voor het eerst geldig gepubliceerd in 1952 door Risbec.